# Classic Blue
Classic Blue è un album musicale di Justin Hayward, chitarrista e voce del gruppo rock inglese dei Moody Blues, contenente cover con arrangiamenti orchestrali, eseguite dalla London Philharmonic Orchestra con arrangiamenti e produzione di Mike Batt. È stato pubblicato nel 1989.

## Tracce
1. "The Tracks of My Tears" (Smokey Robinson, Marv Tarplin, Warren Moore)– 3:23
2. "MacArthur Park" (Jimmy Webb) – 7:16
3. "Blackbird" (John Lennon, Paul McCartney) – 2:31
4. "Vincent" (Don McLean) – 4:53
5. "God Only Knows" (Brian Wilson, Tony Asher) – 3:34
6. "Bright Eyes" (Mike Batt) – 3:53
7. "A Whiter Shade of Pale" (Keith Reid, Gary Brooker) – 4:28
8. "Scarborough Fair" (Traditional; arranged by Paul Simon, Art Garfunkel) – 4:18
9. "Railway Hotel" (Mike Batt) – 3:23
10. "Man of the World" (Peter Green) – 3:29
11. "Forever Autumn" (Paul Vigrass, Gary Osborne, Jeff Wayne) – 5:15
12. "As Long As the Moon Can Shine" (Mike Batt) – 4:20
13. "Stairway to Heaven" (Jimmy Page, Robert Plant) – 7:42

## Formazione
- Justin Hayward - voce
- London Philharmonic Orchestra
- Mike Batt - arrangiamenti, produzione